# تری‌اتیل فسفیت
تری‌اتیل فسفیت (به انگلیسی: Triethyl phosphite) با فرمول شیمیایی C6H15O3P یک ترکیب شیمیایی با شناسه پاب‌کم 31215 است. که جرم مولی آن 166.16 g/mol می‌باشد. شکل ظاهری این ترکیب، مایع بی‌رنگ است.